# Вечерний альбом
«Вечерний альбом» — первый сборник стихов Марины Цветаевой. Был издан в 1910 году за счёт автора, имеет форму поэтического дневника, и посвящён памяти Марии Башкирцевой.

## Издание
Сборник был издан в типографии А. И. Мамонтова в конце 1910 года тиражом 500 экземпляров на «карманные» деньги автора.
Историю публикации этой книги автор описала в очерке «Герой труда» (1925), и именно на это описание опирались позднее её биографы. В этом очерке она писала, что книга появилась «взамен любовного признания человеку, с которым иначе объясниться я не могла». Этим человеком был Владимир Оттонович Нилендер, расставание с которым она перед этим пережила. Скрытое посвящение заложено уже в названии сборника, так сёстры Цветаевы назвали тёмно-синий кожаный альбом в который они записали беседы с Нилендером и подарили ему к новому 1910 году.
Цветаевой во время выхода сборника было 18 лет, в книгу вошли стихи, написанные ей в пятнадцати-, шестнадцати- и семнадцатилетнем возрасте. В сборник вошло 111 стихотворений, что необычно много. Это показывает, что семнадцатилетняя Цветаева не столько отбирала свои лучшие стихотворения для дебютного сборника, сколько стремилась к достаточно полному представлению своих поэтических опытов. Публикация за свой счёт была достаточно необычным шагом, так скорее поступали литературные дилетанты, не видящие для себя иного пути напечататься. Молодые поэты, стремящиеся к признанию, старались опубликовать свои стихи в каком-либо журнале или альманахе, что связывало автора с тем или иным литературным течением, в дальнейшем их дебютные сборники выходили под маркой издательств, связанного с этой группой литераторов.
Анастасия Цветаева выразила уверенность, у её сестры тоже была такая возможность, что та могла опубликовать свой сборник в одном из издательств символистов: «Мусагете» или «Скорпионе», однако не захотела связываться с издательствами, поскольку это означало бы контроль со стороны издательства над составом сборника.
Сборник посвящён памяти Марии Башкирцевой (1858—1884), рано умершей от туберкулёза талантливой художницы, творчество и личность которой произвела на Цветаеву сильное впечатление. Посвящением Башкирцевой является и открывающий сборник сонет «Встреча», не входящий ни в одну из частей сборника, где Цветаева рассказывает о явившемся ей образе умершей в юности девушки. В остальных стихах сборника прямые отсылки к мемуарам Башкирцевой отсутствуют, но при этом сам сборник имеет дневниковую форму, такое композиционное решение можно объяснить влиянием прозы Башкирцевой.

## Критика
Книга сразу была замечена в русском поэтическом мире. Её выход был отмечен рецензиями таких деятелей литературы, как Валерий Брюсов, Николай Гумилёв и Мариэтта Шагинян. Они отметили литературное мастерство и искренность поэзии Марины Цветаевой, как и то, что она не следовала проторёнными путями русского символизма, пришедшему к тому времени к своему кризису, следствием которого была оторванность поэзии от жизни.
Вместе с тем, большинство критиков отмечали неровность сборника, и Брюсов, и Шагинян писали о том, что без некоторых стихов сборник мог бы и обойтись.
Исключением стал Максимилиан Волошин, который увидел и принял авторский замысел «Вечернего альбома» в целом. Вот что он написал о дебютной книге Цветаевой:

Её надо читать подряд, как дневник, и тогда каждая строчка будет понятна и уместна. Она вся на грани последних дней детства и первой юности…

Благодаря выходу этого сборника Цветаева знакомится с Волошиным, и это знакомство во многом определяет её дальнейшую жизнь.

## Состав сборника
- Встреча

Детство
- Лесное царство
- В зале
- Мирок
- Жертвам школьных сумерек
- Сереже
- Дортуар весной
- Первое путешествие
- Второе путешествие
- Летом
- Самоубийство
- В Люксембургском саду
- В сумерках
- Эльфочка в зале
- Памяти Нины Джаваха
- Пленница
- Шарманка весной
- Людовик XVII
- На скалах
- Дама в голубом
- В Ouchy
- Акварель
- Сказочный Шварцвальд
- Как мы читали «Lichtenstein»
- Наши царства
- Отъезд
- Книги в красном переплете
- Маме
- Сара в Версальском монастыре
- Маленький паж
- Die stille Strasse
- Мама в саду
- Мама на лугу
- Ricordo di Tivoli
- У кроватки
- Три поцелуя

Любовь
- Луна
- Эпитафия
- Бывшему Чародею
- Чародею
- В чужой лагерь
- Сестры
- На прощанье
- Следующей
- Perpetuum Mobile
- Следующему
- Луч серебристый
- Втроем
- Ошибка
- Мука́ и му́ка
- Каток растаял
- Встреча
- Два в квадрате
- Связь через сны
- «Не гони мою память! Лазурны края…»
- Привет из вагона
- Золотое ожерелье
- «Наши души, неправда ль, ещё не привыкли к разлуке?…»
- Кроме любви
- Плохое оправданье
- Предсказанье
- Оба луча
- Детская
- Разные дети
- Наша зала
- «По тебе тоскует наша зала…»
- Надпись в альбом
- Сердца и души
- Зимой
- Так будет
- Правда

Только тени
- В кремле
- У гробика
- Последнее слово
- Эпитафия
- Даме с камелиями
- Вокзальный силуэт
- «Как простор наших горестных нив…»
- Нине
- В Париже
- В Шенбрунне
- Камерата
- Расставанье
- Молитва
- Колдунья
- Анжелика
- Добрый колдун
- Потомок шведских королей
- Недоуменье
- Обреченная
- «На солнце, на ветер, на вольный простор…»
- От четырёх до семи
- Волей луны
- Rouge et bleue
- Столовая
- Пасха в апреле
- Сказки Соловьева
- Картинка с конфетки
- «Ваши белые могилки рядом…»
- «Прости» Нине
- Её слова
- Инцидент за супом
- Мама за книгой
- Пробужденье
- Утомленье
- Баловство
- Лучший союз
- Стук в дверь
- Счастье
- Невестам мудрецов
- Ещё молитва